# Лејквуд Вилиџ (Тексас)
Лејквуд Вилиџ (енгл. Lakewood Village) град је у америчкој савезној држави Тексас. По попису становништва из 2010. у њему је живело 545 становника.

## Демографија
Према попису становништва из 2010. у граду је живело 545 становника, што је 203 (59,4%) становника више него 2000. године.
| Група             | 2000.       | 2010.       |
| Белци             | 318 (93,0%) | 454 (83,3%) |
| Афроамериканци    | 8 (2,3%)    | 4 (0,7%)    |
| Азијати           | 0 (0,0%)    | 18 (3,3%)   |
| Хиспаноамериканци | 14 (4,1%)   | 56 (10,3%)  |
| Укупно            | 342         | 545         |